# دفروکسامین مسیلات
- دفروکسامین (به انگلیسی: Deferoxamine) با نام‌های تجاری دسفرال، دفروکسیر و دسفوناک.
- رده درمانی: جذب‌کننده فلزات .
- اشکال دارویی: آمپول

## کاربردها
دفروکسامین یک عامل چنگاله کننده است که برای کمک به درمان مسمومیت با آهن به‌ کار برده می‌شود. همچنین برای تسریع دفع آهن (به دنبال تزریق مکرر خون مثلاً در بیماران تالاسمی ) به کار  می‌رود. دفروکسامین از راه تزریق وریدی - عضلانی یا داخل صفاقی برای کنترل‌ تجمع آلومینیوم در استخوان، در مبتلایان به نارسایی کلیه و در درمان‌ مسمومیت‌های عصبی یا ناهنجاری‌های‌ استخوانی در بیماران تحت دیالیز به‌ کار برده می‌شود.

## مکانیسم اثر
دفروکسامین با آهن سه‌ ظرفیتی اتصال پیدا کرده و از شرکت آن در واکنش‌های شیمیایی جلوگیری می‌کند. این‌ دارو می‌تواند با آهن آزاد سرم، آهن فریتین و هموسیدرین اتصال پیدا کند ولی‌ از هموگلوبین و میوگلوبین نمی‌تواند آهن‌ برداشت کند. دفروکسامین همچنین‌ می‌تواند از بافت‌های مختلف آلومینیوم را برداشت کرده و یک ترکیب پایدار محلول‌ در آب ایجاد کند.
در بیماران دچار تالاسمی که پیاپی خون دریافت می‌کنند به تدریج آهن در بدن انباشته می‌شود که چنانچه دفع نشود عارضه هموسیدروز رخ می‌دهد. از این روی دفروکسامین (دسفرال) با ابزارهای ویژه‌ای تزریق می‌شود. با ترکیب این دارو با آهن ماده‌ای ساخته می‌شود که از کلیه‌ها قابل دفع است.

## فارماکوکینتیک
کمتر از ۱۵٪ دارو از راه دستگاه گوارش جذب می‌شود. دفروکسامین با آنزیم‌های پلاسمایی‌ متابولیزه و از راه ادرار دفع می‌شود. مقداری از دارو نیز از راه صفرا و مدفوع‌ دفع می‌شود و نیمه عمر آن ده دقیقه می‌باشد. آهن شلات شده رنگ ادرار را به رنگ سرخ متمایل می‌کند.

## موارد منع کاربرد
این دارو در بیماری‌های‌ شدید کلیوی یا در هموکروماتوز اولیه نباید به کار برود.

## عوارض جانبی
در جای تزریق گاهی‌ خارش، درد و سفتی ایجاد می‌شود. در درمان دراز مدت ممکن است واکنش‌های‌ آلرژیک، اختلال ریه، اسهال، تاکی کاردی، بثورات جلدی و آب مروارید رخ دهند.

## تداخل‌های دارویی
تجویز همزمان با ویتامین C باعث افزایش توانایی این دارو در دفع بیشتر آهن می‌شود اگر چه احتمال‌ سمیت آهن نیز افزایش می‌یابد.